# ブリッツクリーグ・バップ
「ブリッツクリーグ・バップ」（Blitzkrieg Bop）は、アメリカ合衆国のパンク・ロック・バンド、ラモーンズの楽曲。1976年2月にデビュー・シングルとして発表。同年4月リリースのアルバム『ラモーンズの激情』には別ヴァージョンが収録された。当時の邦題は「電撃バップ」。

## 背景
オリジナル・シングル記載の作詞・作曲クレジットはバンド名義だったが、実際にはメンバーのうちトミー・ラモーンとディー・ディー・ラモーンの2人が共作した。メンバーの説明によれば、ベイ・シティ・ローラーズの「サタデー・ナイト」とローリング・ストーンズの「ウォーキング・ザ・ドッグ」（厳密にはルーファス・トーマスのカヴァー）にインスパイアされた曲だという。また、ジョーイ・ラモーンはイントロ及びエンディングのチャントに関して「革命を告げるときの声であり、自分達のことを自分達でやるべきだとパンクス連中に告げた戦闘命令でもある」と説明している。
クレジットには明記されていないが、ジョーイの弟Mickey Leighもバッキング・ボーカルで参加した。

## 反響・評価
リリース当時は全米シングル・チャート入りを果たせず、収録アルバム『ラモーンズの激情』もアメリカのBillboard 200では111位に終わった。
『ローリング・ストーン』誌が選出した「オールタイム・グレイテスト・ソング500」（2021年版）では64位にランク・インした。また、デイヴ・スワンソンはUltimate Classic Rockの企画「Top 10 Ramones Songs」で本作を1位に挙げ「ラモーンズが特別な存在となった理由を示す決定的な例であり続けている」と評している。

## 他メディアでの使用例
「ブリッツクリーグ・バップ」は、ラモーンズも出演した『ロックンロール・ハイスクール』（1979年公開）、ドキュメンタリー映画『END OF THE CENTURY』（2003年公開）といったラモーンズ関連映画のサウンドトラックで使用された。その他にも『デトロイト・ロック・シティ』（1999年公開）、『ジミー・ニュートロン 僕は天才発明家!』（2001年公開）、『ニュースの天才』（2003年公開）、『デート & ナイト』（2010年）、『疑惑のチャンピオン』（2015年公開）、『スパイダーマン:ホームカミング』（2017年公開）といった映画でも使用された。
コンピュータゲームの分野では、『ロックバンド』（2007年）で使用された。

## カヴァー
- アーント・サリー - 初期のライブで演奏。ライブアルバム『LIVE 1978-1979』（2001年）に収録。
- ニュータウン・ニューロティックス（英語版） - 1983年にシングルA面曲として発表[16]。
- ロブ・ゾンビ - トリビュート・アルバム『ウィー・アー・ア・ハッピー・ファミリー〜ラモーンズ・トリビュート』（2003年）に提供[17]。
- ジョー・ストラマー&ザ・メスカレロス - ライヴで演奏。イギリス盤シングル「コマ・ガール」（2003年）のCD2[18]及びアルバム『ストリートコア』（2003年）の日本盤にライヴ音源が収録された。
- ジム・リンドバーグ（英語版） - トリビュート・アルバム『Brats on the Beat: Ramones for Kids』（2006年）に提供[19]。
- 清水香里 - 声優6人が参加したパンク・ロックのカヴァー・アルバム『パンコレ〜voice actresses' legendary punk songs collection〜』（2009年）に収録[20]
- ザ・クロマニヨンズ - 2010年に放映されたペプシネックスのテレビCMに提供[21]。同年発売のシングル「オートバイと皮ジャンパーとカレー」の初回特典ボーナスCDにも収録された。
- ニュー・ファウンド・グローリー - アルバム『レディオサージュリー』（2011年）のデラックス・エディション盤[22]及び日本盤[23]に収録。
- アグノスティック・フロント - コンピレーション・アルバム『Respect Your Roots, Worldwide』（2013年）に提供[24]。